# Typhlonus
Typhlonus is een monotypisch geslacht van straalvinnige vissen uit de familie van naaldvissen (Ophidiidae). Het geslacht is voor het eerst wetenschappelijk beschreven in 1878 door Günther.

## Soort
- Typhlonus nasus (Garman, 1899)